# Józef Montrym
Józef Montrym herbu Syrokomla – major w powstaniu kościuszkowskim, kapitan z kompanią Gwardii Konnej Koronnej w 1791 roku.